# Johnson-graaf

De Johnson-graaf J(5,2).

De complementgraaf van J(5,2)

Een Johnson-graaf {\displaystyle J(n,k)}  is een ongerichte graaf met als knopen alle deelverzamelingen met {\displaystyle k} elementen uit een verzameling van {\displaystyle n} elementen. Twee knopen zijn door een kant verbonden als en alleen als hun corresponderende deelverzamelingen exact {\displaystyle k-1} gemeenschappelijke elementen hebben.
Johnson-grafen zijn genoemd naar de Amerikaanse wiskundige Selmer M. Johnson. Ze staan in verband met de zogenaamde Johnson-schema's, een klasse van associatieschema's in de algebraïsche combinatoriek. Ze hebben een hoge mate van symmetrie.

## Voorbeelden
- {\displaystyle J(n,1)} is isomorf met de volledige graaf {\displaystyle K_{n}}
- {\displaystyle J(n,0)} is een triviale graaf bestaande uit een enkele knoop, corresponderend met de lege verzameling.
- {\displaystyle J(n,n)} is een triviale graaf bestaande uit een enkele knoop, corresponderend met de volledige verzameling van {\displaystyle n} elementen.
- {\displaystyle J(5,2)} is de complementgraaf van de Petersen-graaf. Algemeen geldt dat {\displaystyle J(n,2)} de complementgraaf is van de Kneser-graaf {\displaystyle K(n,2)}.

Merk op dat {\displaystyle J(n,k)} en {\displaystyle J(n,n-k)} isomorf zijn. De ene graaf kan uit de andere afgeleid worden door elke deelverzameling van {\displaystyle k} elementen af te beelden op haar complement.

## Eigenschappen
De Johnson-graaf {\displaystyle J(n,k)} heeft {\displaystyle {\binom {n}{k}}} knopen en {\displaystyle {\frac {k(n-k)}{2}}{\binom {n}{k}}} kanten.
Johnson-grafen zijn reguliere grafen; alle knopen hebben dezelfde graad. Ze zijn bovendien afstandsregulier.
De afstand tussen twee knopen (dit is de lengte van het kortste pad ertussen) in een Johnson-graaf is gelijk aan de helft van de Hammingafstand tussen hun corresponderende deelverzamelingen. Bijvoorbeeld de deelverzamelingen {1,2} en {3,4} van {1,2,3,4,5} kan men voorstellen door de "woorden" 11000 en 00110. De Hammingafstand daartussen is 4, terwijl de afstand in de Johnson-graaf {\displaystyle J(5,2)} tussen de twee deelverzamelingen gelijk is aan 2.
Brian Alspach bewees in 2013 dat elke Johnson-graaf {\displaystyle J(n,k)} Hamilton-verbonden is voor alle {\displaystyle n>1}. Dit betekent dat er een Hamiltonpad bestaat tussen elk paar knopen.

## Verband met Johnson-schema
De Johnson-graaf {\displaystyle J(n,k)} is nauw verwant met het Johnson-schema met {\displaystyle k} klassen, dat ook wordt aangeduid als {\displaystyle J(n,k)}. Dit is een associatieschema gedefinieerd op de deelverzamelingen met {\displaystyle k} elementen van een verzameling met {\displaystyle n} elementen.
Twee deelverzamelingen behoren tot relatie {\displaystyle R_{i}} (of zijn geassocieerd met het getal {\displaystyle i}) indien ze exact {\displaystyle k-i} elementen gemeenschappelijk hebben. De Johnson-graaf is de voorstelling van de relatie {\displaystyle R_{1}}.